# سنتز نانو لوله‌های کربنی

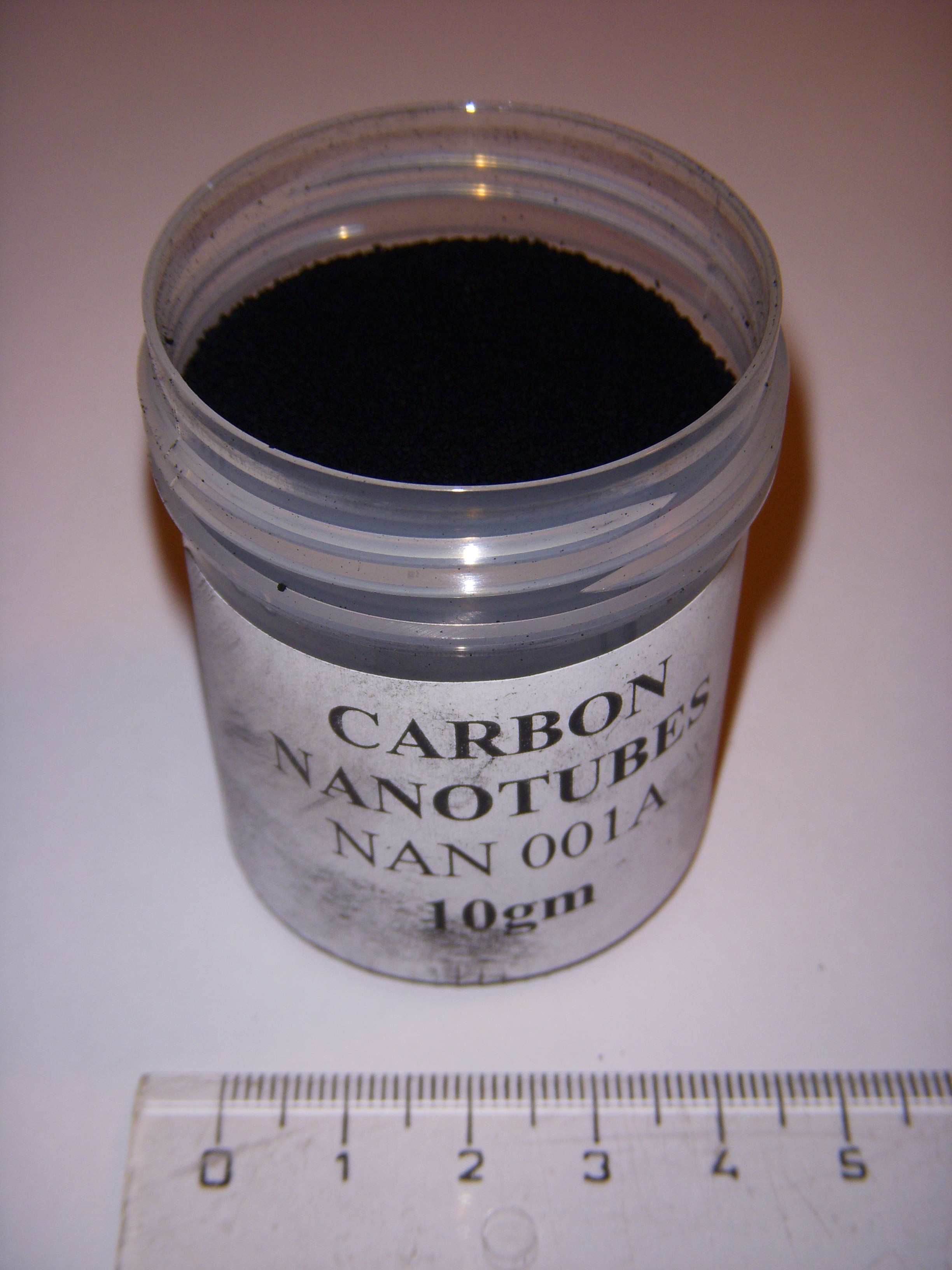
پودر نانولوله‌های کربنی

روش‌های تخلیه الکتریکی، کند و سوز لیزری، گسست ناهمگن مونوکسیدکربن فشار بالا و انباشت شیمیایی بخار (CVD) برای تولید انبوه نانولوله‌های کربنی توسعه یافته‌اند.
بیشتر این فرایندها در خلأ یا با گازهای فرآیندی صورت می‌گیرد. تولید نانو لوله‌های کربتی با روش انباشت بخار شیمیایی (CVD) می‌تواند هم در خلأ و هم در فشار جوی رخ دهد. برای تولید انبوه نانو لوله‌ها می‌توان از این روش‌ها استفاده کرد.
مدرن بودن در تجزیه و رشد پیوسته، نانولوله‌های کربنی را از نظر تجاری ماندنی می‌کند

## انواع روش‌های سنتز نانولوله‌های کربنی

### تخلیه الکتریکی
نانولوله‌ها در سال ۱۹۹۱ در دوده کربن الکترودهای گرافیتی در هنگام تخلیه الکتریکی، با استفاده از جریان ۱۰۰ آمپر که برای تولید فولرن‌ها تنظیم شده بود مشاهده شدند. اولین تولید ماکروسکوپی نانولوله‌های کربنی در سال ۱۹۹۲ توسط دو محقق در آزمایشگاه تحقیقات بنیادی NEC انجام شد. روش مورد استفاده همان روش سال ۱۹۹۱ بود. در طی این فرایند، کربن موجود در الکترود منفی به دلیل تخلیه زیاد تصعید می‌شود.
بازده مفید این روش تا ۳۰٪ از وزن است. از این روش دو نوع نانو لوله تک و چند جداره با طول حداکثر ۵۰ میکرومتر با نقص ساختاری کم تولید می‌شود. در روش تخلیه الکتریکی از دماهای بالا (بالاتر از ۱۷۰۰ درجه سانتی گراد) برای سنتز نانولوله‌های کربنی استفاده می‌شود. در این روش، انبساط نانولوله‌های کربنی (CNT)ها با عیوب ساختاری کمتری در مقایسه با سایر روش‌ها انجام می‌شود.

### کند و سوز لیزری
در روش کند و سوز لیزری، لیزر پالسی گرافیت را در یک راکتور دما بالا همزمان با وارد کردن گاز بی اثر به داخل مخزن بخار می‌کند. با متراکم شدن کربن بخار شده، نانولوله‌ها بر روی سطوح سرد راکتور ایجاد می‌شوند. ممکن است یک سطح خنک شده با آب برای جمع‌آوری نانو لوله‌ها در سیستم وجود داشته باشد.
این فرایند توسط دکتر ریچارد اسمالی و همکارانش در دانشگاه رایس، که در زمان کشف نانولوله‌های کربن، مشغول انفجار فلزات به وسیله لیزر بودند و مولکول‌های مختلف فلز را تولید می‌کردند، توسعه داده شد. وقتی از وجود نانولوله‌ها شنیدند، فلزات را با گرافیت جایگزین کردند تا نانولوله‌های کربنی چند جداره ایجاد کنند. بعداً در همان سال این تیم برای سنتز نانولوله‌های کربنی تک جداره از کامپوزیتی از ذرات کاتالیزور گرافیت و فلز استفاده کرد (بهترین بازده از مخلوط کبالت و نیکل بود).
روش کند و سوز لیزری لیزر حدود ۷۰٪ بازده دارد و در درجه اول نانولوله‌های کربنی تک جداره با قطر قابل کنترل تعیین شده توسط دمای واکنش تولید می‌کند. این روش گرانتر از تخلیه الکتریکی یا انباشت شیمیایی بخار است.
معادله قابل استفاده برای دینامیک تعدادی چرخه پالس نوری با توجه به حل معادله بولتزمن بدون برخورد برای باند الکترون‌های رسانا نانولوله‌های کربنی نیمه رسانا در شرایطی بدست آمد که محیط با نانولوله‌های کربنی دارای ضریب شکست فضایی مدوله شده باشد.

### مشعل پلاسما
نانولوله‌های کربنی تک جداره می‌توانند با استفاده از روش پلاسمای حرارتی سنتز شوند، که برای اولین بار در سال ۲۰۰۰ در INRS در وارنس کانادا توسط اولیویه اسمیلجانیچ اختراع شد. در این روش، هدف ایجاد شرایط شبیه شرایط حاکم در روش‌های تخلیه الکتریکی و کند و سوز لیزری است، اما برای تأمین کربن لازم به جای بخارات گرافیت از گاز حاوی کربن استفاده می‌شود. با این کار، رشد SWNT بازده بیشتری دارد (تجزیه گاز می‌تواند ۱۰ برابر کمتر از تبخیر گرافیت انرژی مصرف کند). روند کار نیز به صورت پیوسته و کم هزینه است. مخلوط گازی آرگون، اتیلن و فروسن به مشعل پلاسمای مایکروویو وارد می‌شود و توسط پلاسما با فشار اتمسفر که شعله قوی دارد اتمی می‌شود. بخارات ایجاد شده توسط شعله حاوی SWNT، نانو ذرات فلزی و کربنی و کربن بی‌شکل است.
روش دیگر برای تولید نانولوله‌های کربنی تک جداره به وسیله مشعل پلاسما استفاده از روش پلاسمای حرارتی القایی است که در سال ۲۰۰۵ توسط گروه‌هایی از دانشگاه شربروک و شورای تحقیقات ملی کانادا اجرا شد. این روش از این نظر مشابه تخلیه الکتریکی است که هم از گاز یونیزه برای رسیدن به دمای بالای لازم برای بخار شدن مواد حاوی کربن و هم از کاتالیزورهای فلزی لازم برای ایجاد نانولوله استفاده می‌شود. پلاسمای حرارتی توسط جریان‌های نوسانی با فرکانس بالا در یک سیم پیچ ایجاد می‌شود و در جریان گاز بی اثر نگه داشته می‌شود. به‌طور معمول، کربن سیاه و ذرات فلز کاتالیزور به عنوان مواد اولیه به داخل پلاسما تغذیه می‌شود و سپس سرد می‌شود و نانولوله‌های کربنی تک جداره ایجاد می‌شود. توزیع‌های مختلف قطر نانولوله‌های کربنی تک جداره می‌تواند سنتز شود.

### انباشت شیمیایی بخار (CVD)

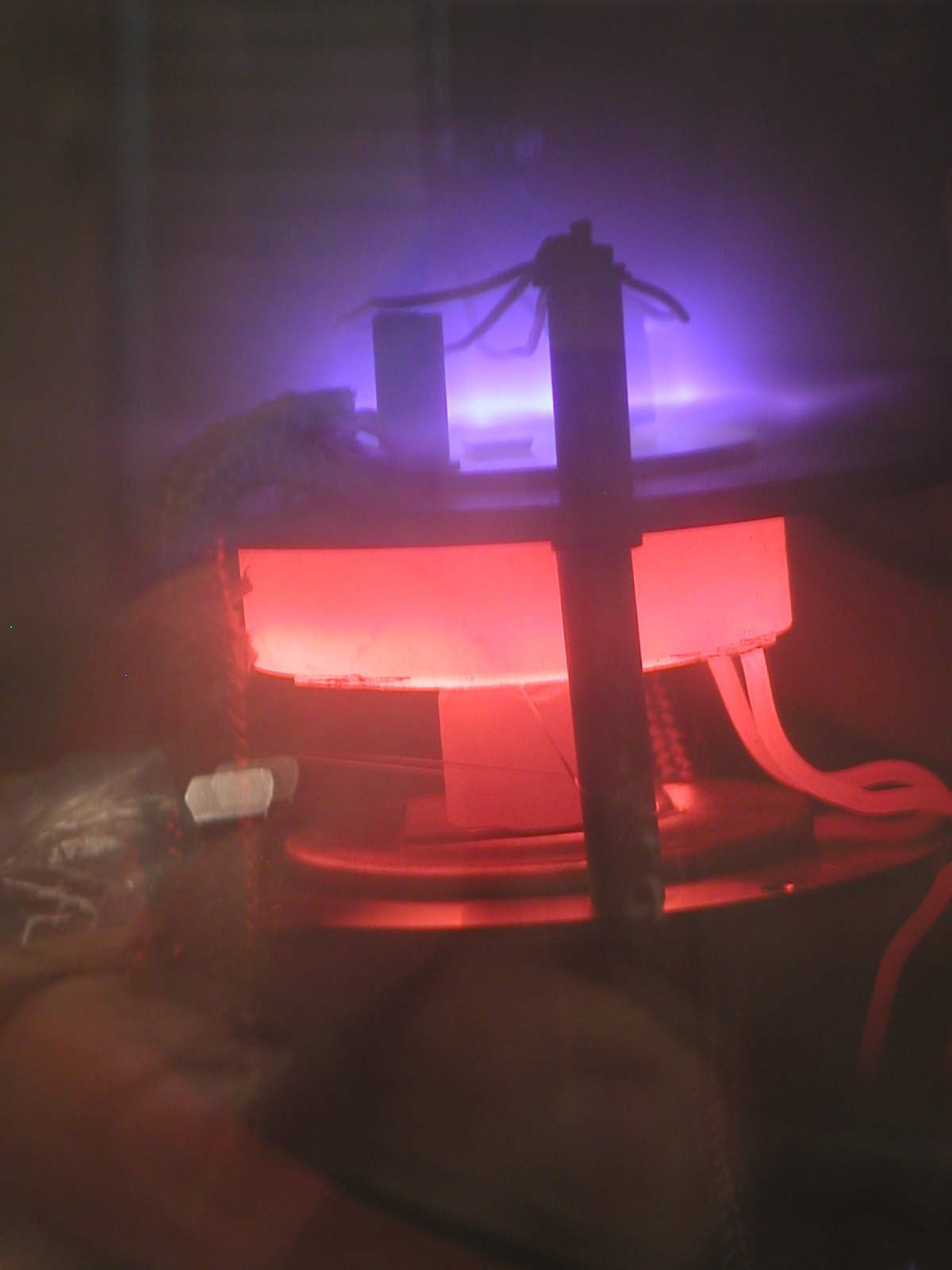
نانولوله‌هایی که توسط پلاسما ایجاد می‌شوند باعث افزایش رسوب شیمیایی بخار می‌شوند

انباشت فاز بخار کاتالیزوری کربن در سال 1952 و ۱۹۵۹ گزارش شد اما در سال 1993 نانولوله‌های کربنی با این فرایند ایجاد شدند. در سال ۲۰۰۷، محققان دانشگاه سین سیناتی (UC) فرایندی را برای رشد آرایه‌های نانولوله کربنی همسو با طول ۱۸ میلی‌متر بر روی سیستم رشد نانولوله‌های کربنی FirstNano ET3000 ایجاد کردند.
در طول روش CVD، یک بستر با لایه ای از ذرات کاتالیزور فلزی، معمولاً نیکل، کبالت، آهن یا ترکیبی از آن‌ها فراهم می‌شود. نانوذرات فلز همچنین می‌تواند با روش‌های دیگری تولید شوند، از جمله احیا اکسیدها یا اکسید محلول جامد. قطر نانولوله‌های ایجاد شده به اندازه ذرات فلز وابسته است. این را می‌توان با الگوی رسوب فلز یا بازپخت یا قلم زنی لایه فلز با پلاسما کنترل کرد. لایه بستر تقریباً تا دمای ۷۰۰ درجه سانتی گراد گرم می‌شود برای ایجاد نانولوله‌ها، دو گاز در راکتور تزریق می‌شود: یک گاز فرایند (مانند آمونیاک، نیتروژن یا هیدروژن) و یک گاز حاوی کربن (مانند استیلن، اتیلن، اتانول یا متان). نانولوله‌ها در محل‌های کاتالیزور فلزی ایجاد می‌شوند. گاز حاوی کربن در سطح ذرات کاتالیزور شکسته شده و کربن به لبه‌های ذره منتقل می‌شود جایی که نانولوله‌ها ایجاد می‌شوند. این سازوکار هنوز در حال مطالعه است. ذرات کاتالیزور می‌توانند در حین ایجاد نانولوله‌ها در نوک آن‌ها باقی بمانند یا بسته به چسبندگی بین ذره کاتالیزور و بستر، در پایه نانولوله باقی بمانند. تجزیه کاتالیزوری حرارتی هیدروکربن به یک موقعیت فعال تحقیقاتی تبدیل شده‌است و می‌تواند یک مسیر امیدوار کننده برای تولید عمده نانو لوله‌های کربنی باشد. راکتور با بستر سیال پرکاربردترین راکتور برای تهیه نانو لوله‌ها است. تعیین اندازه و اسکیل راکتور چالش اصلی است.
CVD گسترده‌ترین روش برای تولید نانولوله‌های کربنی است. برای این منظور، نانوذرات فلز با یک پشتیبانی از کاتالیزور مانند MgO یا Al 2 O 3 مخلوط می‌شوند تا سطح را برای بازده بیشتر واکنش کاتالیزوری مواد اولیه کربن با ذرات فلز افزایش دهند. یک مسئله در این مسیر سنتز، حذف پشتیبان کاتالیزور از طریق یک عملیات اسیدی است، که گاهی اوقات می‌تواند ساختار اصلی نانولوله‌های کربنی را از بین ببرد. به این دلیل، ثابت شده‌است که کاتالیزورهای پشتیبانی کننده محلول در آب برای رشد نانولوله‌ها مؤثر تر هستند.
اگر با استفاده از یک میدان الکتریکی قوی در حین ایجاد پلاسما (انباشت شیمیایی بخار با افزایش پلاسما) استفاده شود، رشد نانولوله از جهت میدان الکتریکی پیروی خواهد کرد. با تنظیم هندسه راکتور می‌توان نانولوله‌های کربنی هم راستا عمودی (یعنی عمود بر لایه) سنتز کرد. مورفولوژی که مورد توجه محققان علاقه‌مند به انتشار الکترون از نانولوله‌ها قرار گرفته‌است. بدون پلاسما، نانولوله‌های حاصل اغلب به‌طور تصادفی جهت‌گیری می‌شوند. تحت شرایط واکنش خاص، حتی در صورت عدم وجود یک پلاسما، نانولوله‌های با فاصله نزدیک جهت رشد عمودی را حفظ می‌کنند و در نتیجه مجموعه ای متراکم از لوله‌ها شبیه فرش یا جنگل است.
از بین روشهای مختلف برای سنتز نانولوله، CVD بیشترین سهم را در مقیاس صنعتی دارد، به دلیل نسبت قیمت به واحد آن، و به دلیل اینکه CVD قادر است نانولوله‌ها را مستقیماً روی یک بستر مورد نظر رشد دهد، در حالی که نانولوله‌ها باید در روش‌های دیگر سنتز جمع‌آوری شوند. محل مکانهایی که نانو لوله در آن‌ها جمع‌آوری می‌شوند با انباشت دقیق کاتالیزور قابل کنترل هستند. در سال ۲۰۰۷، تیمی از دانشگاه میجو یک روش CVD با کارایی بالا برای رشد نانولوله‌های کربنی از کافور را ارائه کردند. محققان دانشگاه رایس، تا همین اواخر به لیدری ریچارد اسمالی، بر یافتن روشهایی برای تولید مقادیر زیاد و خالص از انواع خاص نانولوله متمرکز شده‌اند. رویکرد آنها باعث رشد الیاف طولانی از بسیاری از دانه‌های کوچک جدا شده از یک نانولوله می‌شود. مشخص شد که همه الیاف حاصل از قطر یکسانی با نانولوله اصلی هستند و انتظار می‌رود از همان نوع نانولوله اصلی باشند.

#### نانو لوله‌های کربنی با رشد فوق‌العاده
CVD با رشد فوق‌العاده (انباشت شیمیایی بخار به کمک آب) توسط کنجی هاتا، سومیو ایجیما و همکارانش در AIST ژاپن ساخته شد. در این فرایند، فعالیت و طول عمر کاتالیزور با افزودن آب به راکتور CVD افزایش می‌یابد. آرایه‌های نانولوله به صورت عمودی با ارتفاع یک میلی‌متر هم راستا (VANTA) یا «جنگل»، در راستای عمود بر لایه تولید شدند. ارتفاع جنگل‌ها را می‌توان به عنوان مثال بیان کرد
{\displaystyle H(t)={\beta }{\tau }_{o}({1-e^{-t/{\tau }_{o}}}).}
در این معادله، β نرخ رشد اولیه است و {\displaystyle {\tau }_{o}} طول عمر مشخصه کاتالیزور است.
سطح ویژه آن‌ها بیشتر از 1000 m2/g (محصور شده) یا 2200 m2/g (محصور نشده)، پیشی گرفتن از ارزش ۴۰۰–۱،000 m2/g برای نمونه HiPco. بازده سنتز حدود ۱۰۰ برابر بیشتر از کند و سوز لیزری است. زمان لازم برای ساخت جنگل‌های SWNT با ارتفاع ۲٫۵ میلی‌متر با این روش در سال ۲۰۰۴ ۱۰ دقیقه بود. آن جنگل‌های SWNT را می‌توان به راحتی از کاتالیزور جدا کرد و مواد پاک SWNT (خلوص> ۹۸/۹۹٪) را بدون تصفیه بیشتر تولید کرد. برای مقایسه، CNPهای HiPco که رشد کرده‌اند حاوی حدود ۵ تا 35% ناخالصی فلزی است؛ بنابراین با پراکندگی و سانتریفیوژ که به نانولوله‌ها آسیب می‌رساند، خالص می‌شود. رشد فوق‌العاده از این مشکل جلوگیری می‌کند. ساختارهای نانولوله تک جداره کاملاً سازمان یافته با موفقیت و با استفاده از تکنیک رشد فوق‌العاده ساخته شد.
چگالی نانولوله‌های کربنی با رشد فوق‌العاده 037 g/cm3. بسیار کمتر از پودر CNT معمولی (1.34 g/cm^۳) به این دلیل که دومی حاوی فلزات و کربن آمورف است.
روش رشد فوق‌العاده اساساً نوعی CVD است؛ بنابراین، می‌توان مواد حاوی SWNT , DWNT و MWNT را ایجاد کرد و با تنظیم شرایط رشد، نسبت آنها را تغییر داد. نسبت آنها با نازک بودن کاتالیزور تغییر می‌کند. بسیاری از MWNTها گنجانده شده‌اند تا قطر لوله در رنج گسترده‌ای باشد.
جنگل‌های نانولوله ای که به صورت عمودی قرار دارند از زمانی که در یک حلال غوطه ور شده و خشک می‌شوند از «اثر زیپ» سرچشمه می‌گیرند. اثر ناشی از کشش سطحی حلال و نیروهای واندروالسی بین نانولوله‌های کربنی است. این نیرو نانولوله‌ها را دریک ماده متراکم هم راستا می‌کند، که می‌تواند در اشکال مختلف مانند ورق و میله با اعمال فشار ضعیف در طول فرایند، تشکیل شود. چگالش را افزایش می‌دهد سختی ویکرز حدود ۷۰ بار و چگالی g/cm3 است. نانولوله‌های کربنی بسته‌بندی شده طول بیش از ۱ میلی‌متر و خلوص کربن ۹۹٫۹ درصد یا بیشتر دارند. آنها همچنین خواص هم سویی مطلوبی از جنگل نانولوله‌ها را حفظ می‌کنند.

### روش الکترولیز مایع
در سال ۲۰۱۵، محققان در دانشگاه جورج واشینگتن مسیر جدیدی را برای سنتز MWCNT با الکترولیز کربنات‌های مذاب کشف کردند. مکانیسم این روش مشابه CVD است. برخی از یونهای فلزی به فرم فلزی کاهیده یافته و به عنوان نقطه مرکزی رشد CNTها بر روی کاتد متصل می‌شوند. واکنش روی کاتد به صورت زیر است
{\displaystyle {\ce {Li2CO3 -> Li2O + CNTs + O2}}}
همان‌طور که در معادله نشان داده شده‌است، اکسید لیتیوم تشکیل شده می‌تواند دی اکسیدکربن را در صورت وجود جذب کند و کربنات لیتیوم تشکیل دهد.
{\displaystyle {\ce {Li2O + CO2 -> Li2CO3}}}
بنابراین واکنش نهایی به شکل زیر است
{\displaystyle {\ce {CO2 -> CNTs + O2}}}
به عبارت دیگر، واکنش دهنده تنها گاز گلخانه ای از دی‌اکسید کربن است، در حالی که این محصول دارای CNTهای با ارزش است. این کشف توسط Science, اخبار BBC , اخبار فناوری MIT , و غیره به عنوان یک فن آوری احتمالی برای جذب و تبدیل دی‌اکسید کربن برجسته شد.

### محیط‌هایی با شعله طبیعی، تصادفی و کنترل شده
فولرن‌ها و نانولوله‌های کربنی لزوماً محصولات آزمایشگاه‌هایی با فناوری پیشرفته نیستند. آنها معمولاً در مکانهای پیش پا افتاده مانند شعله‌های آتش معمولی، یا سوزاندن متان و اتیلن، و بنزن تولید می‌شوند و که در دوده از هوای داخل و خارج یافت می‌شوند. با این حال، این انواع طبیعی می‌توانند از نظر اندازه و کیفیت بسیار نامنظم باشند زیرا محیطی که در آنها تولید می‌شود اغلب بسیار کنترل نشده‌است؛ بنابراین، اگرچه می‌توان از آنها در برخی کاربردها استفاده کرد، اما می‌توانند از درجه بالایی از یکنواختی لازم برای تأمین نیازهای بسیاری از تحقیقات و صنعت برخوردار نباشند. تلاش‌های اخیر بر تولید نانولوله‌های کربنی یکنواخت تر در محیط‌های شعله کنترل شده متمرکز شده‌است. چنین روش‌هایی، وعده برای مقیاس بزرگ، کم هزینه سنتز نانولوله بر اساس مدل‌های نظری، هر چند آنها باید با سرعت در حال توسعه تولید در مقیاس بزرگ CVD به رقابت بپردازند.

## تصفیه

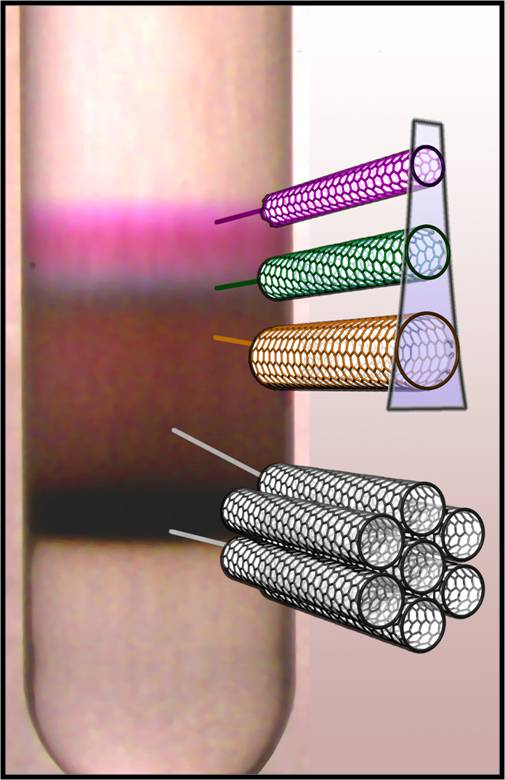
لوله سانتریفیوژ با محلول نانولوله‌های کربنی، که با استفاده از سانتریفیوژ فوق‌العاده با گرادیان چگالی طبقه‌بندی شده‌اند.

### حذف کاتالیزورها
کاتالیزورهای فلزی در مقیاس نانو برای سنتز CVD بستر ثابت و بستر سیال CNTها مهم هستند. آنها بازده رشد CNTها را افزایش داده و  کنترل ساختار و دستکاری آنها را موجب می‌شود. در طول سنتز، کاتالیزورها می‌توانند پیش سازهای کربن را به ساختارهای کربن لوله ای تبدیل کنندهم می‌توانند پوشش‌های کربنی محصور شده را نیز تشکیل دهند. همراه با پشتیبانی از اکسید فلز ممکن است به محصول CNT متصل شده یا در آن گنجانده شود. وجود ناخالصی‌های فلزی می‌تواند برای بسیاری از کاربردها مشکل ساز باشد. به خصوص فلزات کاتالیزور مانند نیکل، کبالت یا ایتریوم ممکن است از نظر سم بودن نگرانی ایجاد کنند. فلزات کاتالیزور محصور نشده ممکن است با اسیدشویی به راحتی قابل جدا شدن باشند، فلزات محصور شده برای باز کردن پوسته کربن خود نیاز به اکسیداتیو دارند. حذف مؤثر کاتالیزورها، به ویژه کاتالیزورهای محصور شده با حفظ ساختار CNT یک چالش است و در بسیاری از مطالعات به آن پرداخته شده‌است. یک رویکرد جدید برای شکستن محصور سازی کاتالیزورهای کربنی بر اساس بازپخت حرارتی سریع است.

## کاربردهای نانولوله کربنی
بسیاری از کاربردهای الکترونیکی نانولوله‌های کربنی وابسته به به تکنیک‌های تولید CNTهای نیمه رسانا یا فلزی، ترجیحاً بدون دستکاری آن‌ها. روشهای مختلفی برای جداسازی CNTهای نیمه هادی و فلزی شناخته شده‌است، اما بیشتر آنها هنوز برای فرایندهای بزرگ در مقیاس وسیع مناسب نیستند. کارآمدترین روش متکی به فرایند سانتریفوژ با گرادیان چگالی است که نانولوله‌های پیچیده شده با ماده فعال سطحی را با اختلاف دقیقه ای در هر رنج چگالی آنها جدا می‌کند. این اختلاف چگالی اغلب به اختلاف قطر نانولوله و خصوصیات رسانایی (نیمه) تبدیل می‌شود. روش دیگر جداسازی ترتیب انجماد، ذوب و فشرده سازی SWNTهای تعبیه شده در ژل آگارز استفاده می‌کند. این فرایند منجر به محلول حاوی 70% SWNT فلزی و یک ژل حاوی 95% SWNT نیمه رسانا می‌شود. محلولهای رقیق شده توسط این روش رنگهای مختلفی را نشان می‌دهند. نانولوله‌های کربنی جدا شده با استفاده از این روش به الکترودها اعمال شده‌است، به عنوان مثال خازن دو لایه برقی. علاوه بر این، SWNTها را می‌توان با روش کروماتوگرافی ستونی جدا کرد. بازده در نوع نیمه هادی SWNT 95% و در SWNT نوع فلزی ۹۰٪ است.
علاوه بر تفکیک SWNTهای نیمه رسانا و فلزی، می‌توان SWNTها را بر اساس طول، قطر مرتب کرد. مرتب‌سازی طول با بالاترین دقت، با اختلاف طول ۱۰ درصد، تاکنون توسط کروماتوگرافی حذف اندازه (SEC) نانولوله‌های کربنی پراکندهDNA(DNA-SWNT) حاصل شده‌است. جداسازی قطر SWNT با استفاده از سانتریفوژ فوق‌العاده گرادیان چگالی (DGU) با استفاده از SWNTهای پراکنده سورفاکتانت و توسط کروماتوگرافی تبادل یونی (IEC) برای DNA-SWNT حاصل شده‌است. خالص سازی دستکاری‌های فردی نیز با IEC DNA-SWNT نشان داده شده‌است: می‌توان از الیگومرهای DNA کوتاه کوتاه برای جداسازی دستکاری‌های فردی SWNT استفاده کرد. تاکنون، ۱۲ دستکاری در خلوص از ۷۰٪ برای (۸٬۳) و (۹،5) SWNT تا ۹۰٪ برای (۶٬۵)، (۷٬۵) و (۱۰،5) SWNTs جدا شده‌است. متناوباً، نانولوله‌های کربنی با استفاده از روش استخراج دو فاز آبی با موفقیت دستکاری شده‌اند. تلاش‌های موفقیت‌آمیزی برای ادغام این نانولوله‌های تصفیه شده در دستگاه‌ها صورت گرفته‌است، به عنوان مثال FETها
یک گزینه جایگزین برای جداسازی، توسعه رشد انتخابی CNTهای نیمه هادی یا فلزی است. اخیراً، یک دستورالعمل جدید CVD که شامل ترکیبی از گازهای اتانول و متانول و بسترهای کوارتز است و در نتیجه آرایه‌های افقی با نانولوله‌های نیمه رسانا ۹۵–۹۸٪ آراسته می‌شوند، اعلام شد.
نانولوله‌ها معمولاً روی نانوذرات فلز مغناطیسی (Fe, Co) رشد می‌کنند که تولید دستگاه‌های الکترونیکی (اسپینترونیک) را تسهیل می‌کند. به‌طور خاص ، کنترل جریان از طریق یک ترانزیستور اثر میدان توسط میدان مغناطیسی در چنین ساختار نانویسی تک لوله ای نشان داده شده‌است.